# 圖盧布爾河
43°31′22″N 5°2′55″E / 43.52278°N 5.04861°E

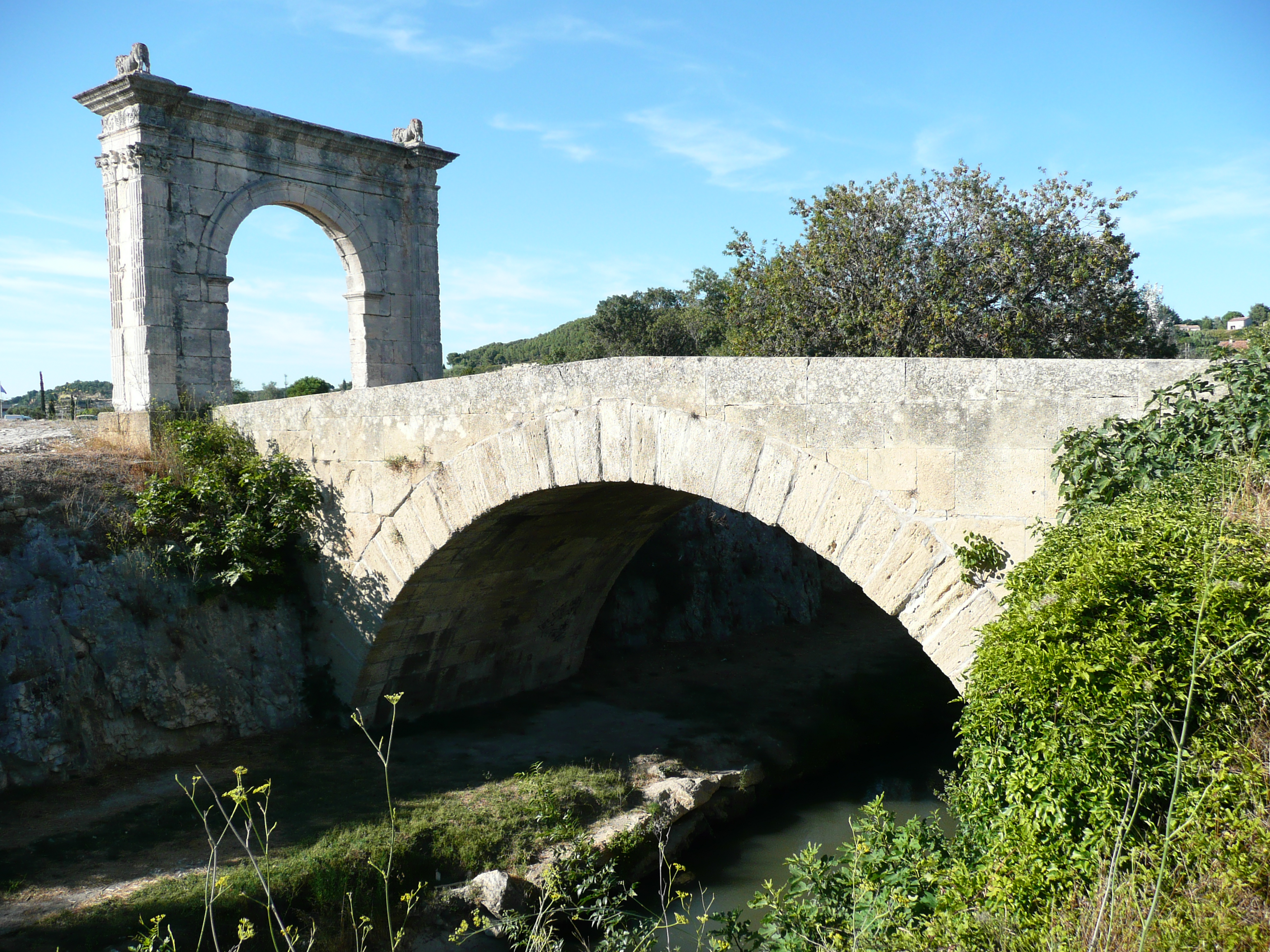

圖盧布爾河（法語：Touloubre，法語發音：[tulubʁ]）是法國的河流，位於該國東南部，河道全長59公里，發源自沃内勒，流經普羅旺斯地區薩隆、埃吉耶、圣卡纳和佩利薩訥，河口處在圣沙马。

## 外部連結
- http://www.geoportail.fr（页面存档备份，存于）
- The Touloubre at the Sandre database
- Official website in French （页面存档备份，存于）